# قس بن ساعدة
قُسُّ بن ساعدة الإيادي شاعر وحكيم من حكماء العرب قبل الإسلام. توفي حوالي عام 600م الموافق 23 قبل الهجرة.

## بنو إياد
قال القلقشندي في كتابه صبح الأعشى "إياد" بكسر الهمزة ودال مهملة في الآخر وهم بنو إياد بن نزار المقدم ذكره، قال المؤيد صاحب حماه وفارقَ إيادٌ الحجازَ وسارَ بأهله إلى أطراف العراق فأقام به، ومِن إيادٍ قسُّ بن ساعدة الإيادي.

## ما روي عن حياته
هو قُسُّ بن ساعدة بن حُذَافة بن زُفر بن إياد، وقيل: قُسُّ بن ساعدة بن عمرو بن عدي بن مالك بن ايدعان بن النمر بن وائلة بن الطمثان بن عوذ مناة بن يقدم بن أفصى بن دعمي بن إياد.
يذكر أحمد أمين أن أدباء العرب ذكروا أن ابن ساعدة كان نصرانيا وأنه أسقف كعبة نجران بينما يقطع لامانس في كتابه عن يزيد ببطلان ذلك ويذكر أنه لم يكن له صلة بنجران ويرجِح أنه من الحنيفية، ويعده الشهرستاني في كتاب الملل والنحل بين من يعتقد التوحيد ويؤمن بيوم الحساب.

## أقوال منسوبة إليه

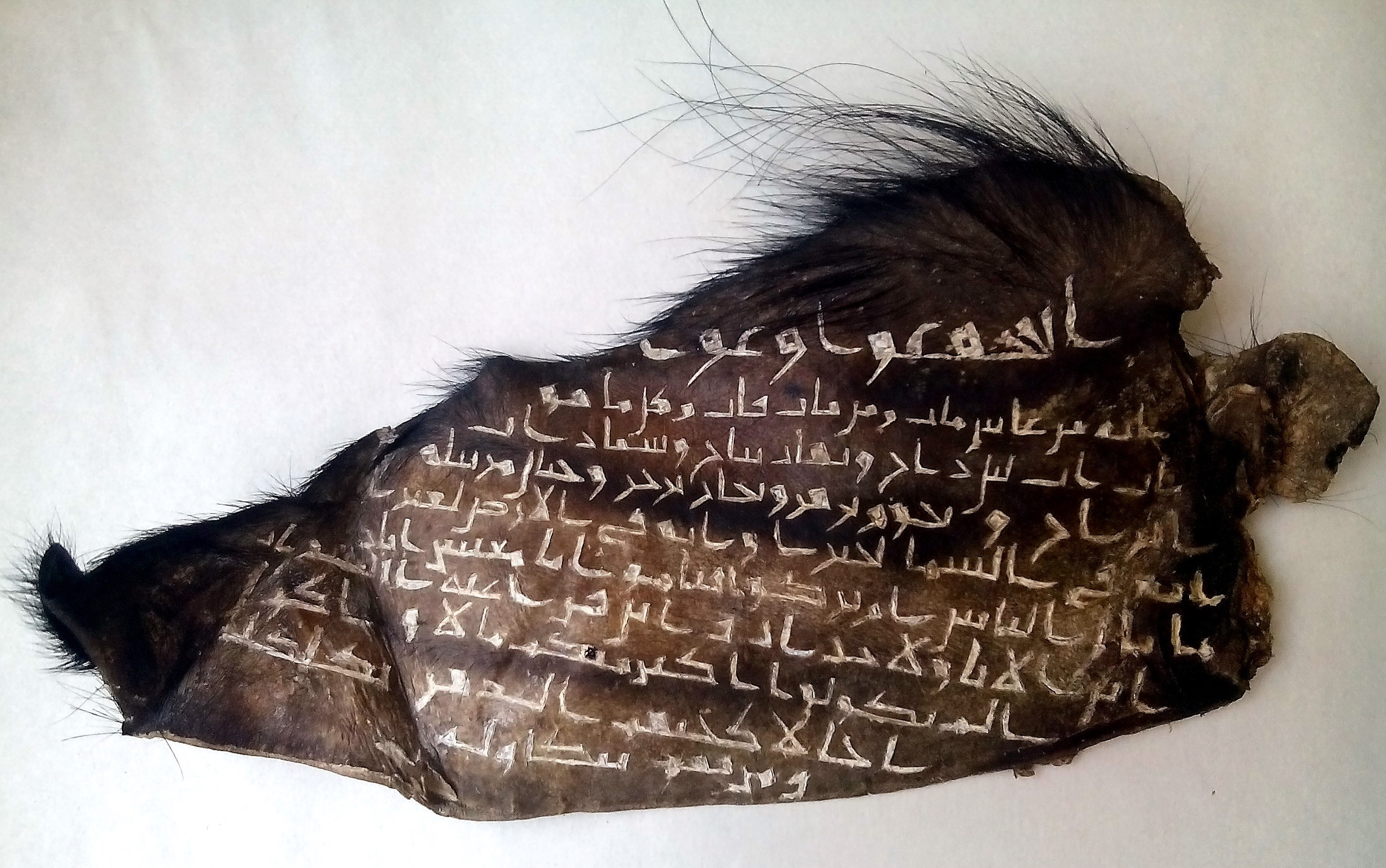
قس بن ساعدة

تُنسب إلى قس بن ساعدة أفعال عديدة، وأقوال كثيرة شعرا وسجعا ونثرا، كعديدين من حكماء العرب. ومما ينسب إليه:
- قيل أنه خطب في الناس فقال: «يا أيها الناس اجتمعوا واستمعوا وعوا، من عاش مات، ومن مات فات، وكل ما هو آت آت، إن في السماء لخبرا، وإن في الأرض لعبرا، مهاد موضوع، وسقف مرفوع، ونجوم تمور، وبحار لا تغور، وأقسم قس قسما حقا لئن كان في الأمر [ ص: 301 ] رضى ليكونن بعده سخط، إن لله لدينا هو أحب إليه من دينكم الذي أنتم عليه، ما لي أرى الناس يذهبون ولا يرجعون أرضوا بالمقام فأقاموا، أم تركوا فناموا؟»
- أنه أوّل من خطب متكئاً على عصا.
- وأول من كَتَب: «من فلان إلى فلان».
- وأول من قال: «أما بعد».[3]
- وأول من قال: «البينة على مَنْ ادَّعَى واليمينُ عَلَى من أنكر».
- كما قال في خطبته في سوق عكاظ:

- وكان مما تناقلته العرب من شعره:

وينسب الرواة كذلك إلى قس بن ساعدة حكما كثيرة منها:
- إذا خاصمت فاعدل، وإذا قلت فاصدق، ولا تستودعن سرك أحدا، فإنك إن فعلت لم تزل وجلا، وكان بالخيار، إن جنى عليك كنت أهلا لذلك، وإن وفي لك كان الممدوح دونك. وكن عف العيلة مشترك الغنى تسد قومك.
- من عيرك شيئا ففيه مثله، ومن ظلمك وجد من يظلمه، وإذا نهيت عن الشيء فابدأ بنفسك. ولا تشاور مشغولا وإن كان حازما، ولا جائعا وإن كان فهما، ولا مذعورا وإن كان ناصحا.

كتب الجاحظ في البيان والتبيين عن قُس:
| قس بن ساعدة | ولإياد في الخطب خصلة ليست لأحد من العرب، لأن رسول الله صلى الله عليه وسلم هو الذي روى كلام قس بن ساعدة وموقفه على جمله بعكاظ وموعظته، وهو الذي رواه لقريش والعرب، وهو الذي عجب من حسنه وأظهر تصويبه، وهذا إسناد تعجز عنه الأماني وتنقطع دونه الآمال. وإنما وفق الله ذلك الكلام لقس بن ساعدة لاحتجاجه للتوحيد ولإظهاره معنى الإخلاص وإيمانه بالبعث، ولذلك كان خطيب العرب قاطبة. | قس بن ساعدة |

| قس بن ساعدة | وفي الخطباء من يكون شاعرا ويكون إذا تحدث أووصف أواحتج بليغا مفوها بينا، وربما كان خطيبا فقط، وبين اللسان فقط. فمن الخطباء الشعراء الأبيناء الحكماء: قس بن ساعدة الإيادي، والخطباء كثير والشعراء أكثر منهم ومن يجمع الشعر والخطابة قليل. | قس بن ساعدة |

وفي موضع آخر:
| قس بن ساعدة | وقال أبو عمرو بن علاء: كان الشاعر في الجاهلية يقدم على الخطيب لفرط حاجتهم إلى الشعر الذي كان يقيد عليهم مآثرهم، ويفخم شأنهم، ويهول على عدوهم ومن غزاهم، ويهيب من فرسانهم ويخوف من كثرة عددهم، ويهابهم شاعر غيرهم فيراقب شاعرهم. فلما كثر الشعر والشعراء، واتخدوا الشعر مكسبة، ورحلوا إلى السوقة، وتسرعوا إلى أعراض الناس، صار الخطيب عندهم فوق الشاعر. ولذلك قال الأول: "الشعر أدنى مروءة السري وأسرى مروءة الدني." | قس بن ساعدة |

| قس بن ساعدة | ولقد وضع الشعر من قدر النابغة الذبياني ولو كان في الدهر الأول ما زاده ذلك إلا رفعة. | قس بن ساعدة |

### في الشعر الجاهلي
قال الأعشى:
وذكر جواد علي قسا بن ساعدة مرارا في كتابه: المفصل في تاريخ العرب قبل الإسلام. قال: ولدى الرواة أبيات ينسبونها إلى بعض الشعراء الجاهليين، هم الأعشى، والحطيئة، ولبيد، ذكر فيها اسم قس، وقد أشيد فيها بفصاحته وبلاغته وحكمته، حتى جعل لبيد لقمان دون قس في الحكم، وقد ضرب المثل بشخصيات جاهلية تركت أثرا في أيامها، فضرب بها المثل، مثل « أبلغ من قس » ويراد به قس بن ساعدة الخطيب الشهير.
وجاء في كتاب الإصابة في تمييز الصحابة: " قس بن حذافة بن زفر بن إياد الإيادي البليغ الخطيب المشهور. وكانت العرب تعظمه وضربت به شعراؤها الأمثال. يقول الأعشى في قصيدة له:
وقال الحُطيئة:
وقال لَبيد:
وأشار بذلك إلى قول قس بن ساعدة:

## تبشيره بانه من اهل الجنة
قال النبيّ صلّى اللّه عليه وسلّم: «يرحم اللّه قسّا، إني لأرجو أن يبعث يوم القيامة أمّة وحده,فقال رجل يا رسول اللّه: لقد رأيت من قسّ عجبا. قال: وما رأيت؟ قال: بينا أنا بجبل يقال له سمعان في يوم شديد الحرّ، إذ أنا بقسّ بن ساعدة تحت ظلّ شجرة عند عين ماء، وعنده سباع، كلما زأر سبع منها على صاحبه ضربه بيده وقال: كفّ حتى يشرب الذي ورد قبلك. قال: ففرقت ، فقال: لا تخف./ وإذا أنا بقبرين بينهما مسجد، فقلت له: ما هذان القبران؟ قال هذان قبرا أخوين كانا لي فماتا، فاتّخذت بينها مسجدا أعبد اللّه جلّ وعزّ فيه حتّى ألحق بهما. ثم ذكر أيامهما فبكى، ثم أنشأ يقول:
خليلي هبّا طالما قد رقدتما ... أجدّكما لا تقضيان كراكما
ألم تعلما أنّي بسمعان مفرد ... ومالي فيه من حبيب سواكما
أقيم على قبريكما لست بارحا ... طوال الليالي أو يجيب صداكما
كأنّكما والموت أقرب غاية ... بجسمي في قبريكما قد أتاكما
فلو جعلت نفس لنفس وقاية ... لجدت بنفسي أن تكون فداكما
فقال النبيّ صلّى اللّه عليه وسلّم: «يرحم اللّه قسّا».